# ATR (Unternehmen)
ATR (Auto-Teile-Ring) ist das Unternehmensdach für eine Handelskooperation für Kfz-Ersatzteile und eine Servicezentrale für  drei Werkstattkonzepte. Sitz von ATR ist Denkendorf (Baden-Württemberg). Die Unternehmen von ATR beliefern Kfz-Werkstätten und Autoteilefachhändler mit Ersatzteilen und Werkstattausrüstung.

## Geschichte
In den 1950er Jahren schlossen sich mehrere Autoteile-Großhändler in Deutschland zusammen, um gemeinsam einen Katalog für Kfz-Ersatzteile zu veröffentlichen. Mitte der 1960er Jahre begannen die ersten Tankstellengeschäfte Autozubehör zu verkaufen und machten damit den Großhändlern Konkurrenz, die mit Zubehör hohe Umsätze erzielten. Deshalb entschieden sich einige Großhändler, ihre Einkaufsumsätze zu bündeln. Dazu bedurfte es einer gemeinsamen Rechtsform – so entstand 1967 die ATR GmbH. Gründungsmitglieder waren die Großhändler Auto Merkur, Auto Staiger, Matthies, Stahlgruber und Wessels. ATR ist die älteste Handelskooperation für Kfz-Ersatzteile in Deutschland. Die Gründungsmitglieder Johannes J. Matthies GmbH & Co KG in Hamburg und Stahlgruber GmbH in Poing sind bis heute Teil der ATR.
1990 führte ATR die Eigenmarke Cartechnic für Werkstattverbrauchsprodukte und Zubehör ein. Das Sortiment umfasst heute mehr als 230 Artikel. Die Großhändler von ATR trieben auch die Kataloggemeinschaft voran, was aber erst durch die elektronische Datenverarbeitung richtig in Schwung kam. 1992 stellten die ATR-Partner auf der Fachmesse Automechanika ihr elektronisches Teileinformationssystem ATRis vor.
Als der Ein- und Verkauf von Kfz-Ersatzteilen und Zubehör in den 1990er Jahren ein immer stärker grenzüberschreitendes Geschäft wurde, strebte ATR die Internationalisierung an. Erste Gesellschafter außerhalb Deutschlands waren die Teilehändler Groupe Laurent aus Frankreich (1991) und Gerstenmaier aus Spanien (1992). Mit der Gründung der ATR International AG wurde 1999 der gesellschaftsrechtliche Rahmen für die international wachsende Einkaufskooperation geschaffen.

## Daten und Fakten
Heute gehören weltweit 45 Gesellschafter mit 287 Handelsunternehmen in 68 Ländern zur ATR International AG – unter anderem in den USA, Südamerika, Osteuropa, Afrika, Asien, Australien und Neuseeland. Damit ist die ATR auf sechs Kontinenten vertreten.
Die Partnerfirmen beschäftigen über 213.486 Mitarbeiter und betreiben mehr als 11.481 Verkaufsniederlassungen. Zusammen erwirtschafteten die Mitglieder der ATR International AG 2024 einen Außenumsatz von 40,30 Milliarden Euro. Die ATR International AG ist eine der umsatzstärksten Einkaufsgemeinschaften im unabhängigen Kfz-Ersatzteilmarkt weltweit. Das Kapital der nicht börsennotierten AG halten die 45 Gesellschafter.

## Werkstatt-Betriebe
Seit 2008 fasst ATR in der ATR Service GmbH die markenunabhängigen Werkstatt- und Fachhandelskonzepte Meisterhaft und AC Auto Check zusammen – insgesamt rund 1143 inhabergeführte Betriebe (Stand: Juli 2025). Damit ist ATR Service der größte Konzeptgeber für freie Mehrmarkenwerkstätten in Deutschland. Das internationale Werkstattkonzept ACC Auto Check Center umfasst mehr als 483 Betriebe in Kroatien, Portugal, Rumänien, Serbien, Spanien, Tschechien und Ungarn.

## Lieferanten
Zu den Lieferanten von ATR zählen sowohl Ersatzteilhersteller als auch Erstausrüster der Automobilindustrie, etwa Bosch, Continental, Hella, Mahle, Schaeffler und ZF Friedrichshafen AG. Insgesamt arbeitet ATR mit etwa 150 Lieferanten der Produktgruppen Autoelektrik, Autochemie, Autozubehör, Karosserieteile, Verschleißteile, Werkzeuge und Werkstattausrüstung zusammen.